# Mithécos
Mithécos de Syracuse, en grec ancien Μίθαικος, est un cuisinier et un auteur de livres de cuisine de la fin du Ve siècle av. J.-C. Grec de Sicile à une époque où l'île est riche et connue pour son raffinement, Mithécos aurait apporté en Grèce même la gastronomie sicilienne. Selon différentes sources plus ou moins fiables, il aurait travaillé à Sparte, d'où il aurait été expulsé pour sa mauvaise influence, et à Athènes. Il est mentionné avec dédain dans le dialogue de Platon Gorgias, : « Mithécos, qui a écrit un livre sur la cuisine sicilienne ». Comme l’attestent de nombreux textes, la tradition culinaire grecque connut un grand essor en Sicile, où les symposia étaient célèbres, chez les citoyens les plus riches, pour leur faste et leur durée. Elle se répandit notamment dans l'ensemble du monde grec avec l’apparition des ouvrages de cuisine en prose, dont Héraclide de Syracuse et Mithécos venaient de la même île. Le livre de cuisine de Mithécos s'intitule Ὀψαρτυτικός qui signifie Art culinaire ; c'est le plus ancien livre culinaire, toutes langues confondues, dont le titre est connu ; on le retrouve au livre VII des Deipnosophistes d'Athénée de Naucratis :
Tainia : vider, jeter la tête, laver, couper en tranches ; ajouter du fromage et de l'huile d'olive.
Cette recette est écrite en dorien et décrit en une ligne comment préparer le poisson Cepola macrophthalma. L'ajout de fromage semble être une source de controverse : Archestrate est cité, avertissant les lecteurs que les cuisiniers de Syracuse gâchent du bon poisson en ajoutant du fromage.